# Jason Piper
Jason Piper es un actor británico, conocido por prestar su voz para el centauro Bane en la quinta adaptación cinematográfica de los libros de Harry Potter: Harry Potter y la Orden del Fénix.
Piper ha interpretado el papel del cisne en El lago de los cisnes por dos temporadas en Londres y en su gira mundial de producción. Toca en una banda llamada GUS. En abril de 2002 se unió a Kylie Minogue en su gira Fever Tour, luego en noviembre de 2006 Jason vuelve con Kylie Minogue en su gira Showgirl Tour.
Es profesor en Head of Dance en la Universidad de Kington. Ha coreografiado para muchos espectáculos. Se unió a la obra teatral de Matthew Bourne de Dorian Gray, interpretando a Basil desde el verano de 2009.